# Sieniawka (powiat Zgorzelecki)
Sieniawka (Duits: Kleinschönau) is een dorp in de Poolse woiwodschap Neder-Silezië. De plaats maakt deel uit van de gemeente Bogatynia.

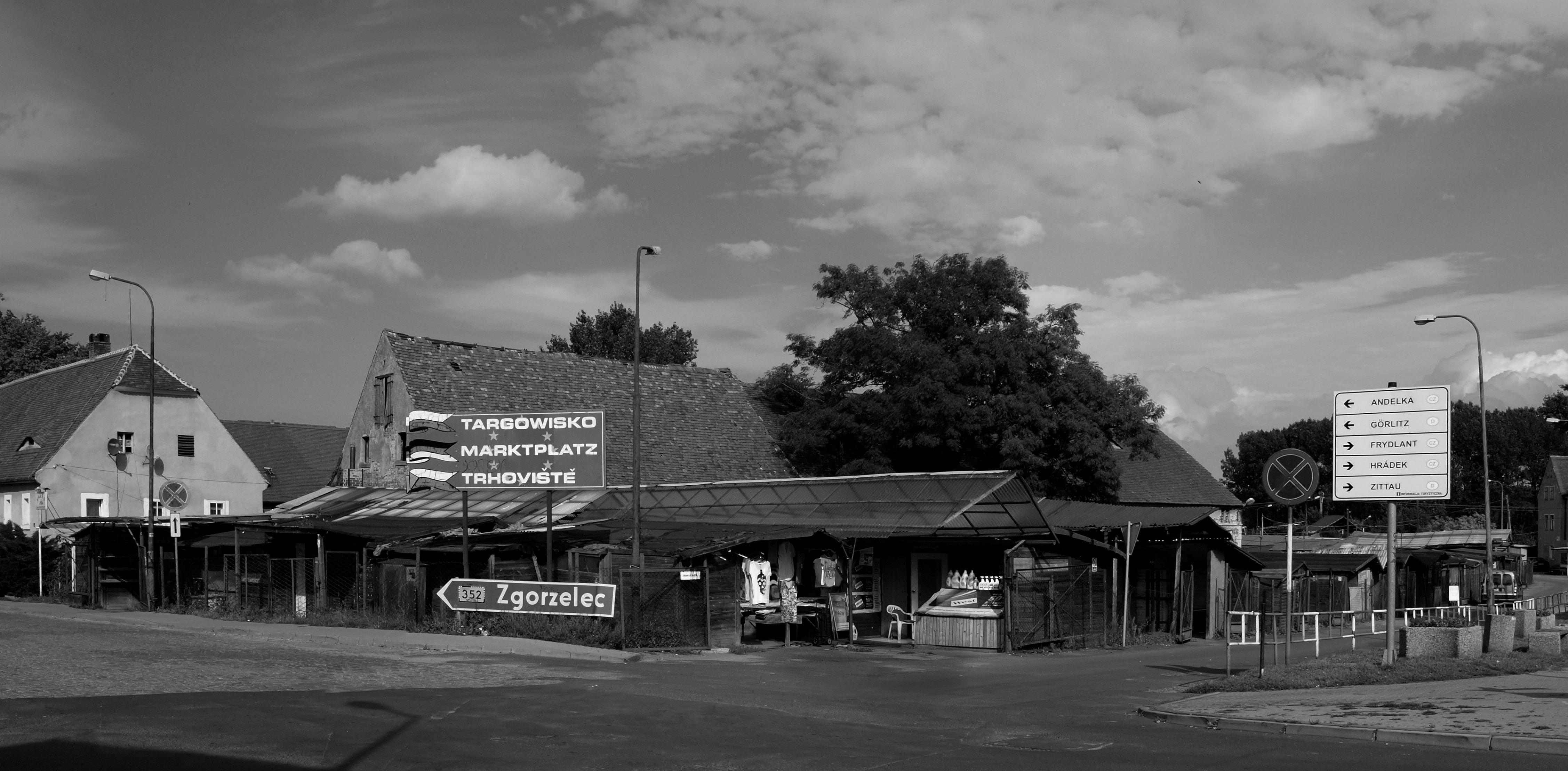
Markt in Sieniawka